# Gymnôte (1888)
Gymnôte (Q1) – francuski okręt podwodny z końca XIX wieku, zwodowany w roku 1888, jedna z pierwszych konstrukcji okrętów tej klasy. Zaprojektowany przez Gustave’a Zédé jako jednokadłubowa jednostka ze stali, był pierwszym okrętem o satysfakcjonującym poziomie kontroli nad zanurzeniem.

## Konstrukcja
Początkowo, „Gymnôte” miał 2 poziome stery głębokości i 2 pionowe płaszczyzny sterowe na końcu rufy do sterowania kierunkiem ruchu. W 1893 i 1895 roku dodano mu jednak 2 dodatkowe pary sterów głębokości w śródokręciu oraz na rufie. Od 1889 roku wyposażony był w peryskop Maugina do obserwacji w zanurzeniu.
Podstawową wadą okrętu był bardzo krótki zasięg będący efektem całkowitego uzależnienia od napędu elektrycznego, którego podstawowym elementem był składający się z 564 ogniw akumulator. Tym niemniej, eksperymentalny „Gymnôte” był bardzo udaną jednostką, która położyła podwaliny pod przyszły rozwój francuskich okrętów podwodnych. W 1894 roku okręt otrzymał ulepszoną baterię 204 ogniw, w 1898 roku został przedłużony o 0,6 m i otrzymał nową baterię 108 ogniw, 90-konny silnik elektryczny produkcji Sautter-Harlé, duży kiosk oraz peryskop teleskopowy, co zwiększyło jego wyporność na powierzchni do 33 ton.
„Gymnôte” wszedł do służby 17 listopada 1888 roku i operował z Tulonu do momentu przypadkowego zatonięcia w czerwcu 1907 roku. Okręt został wydobyty, jednakże z powodu wysokich kosztów naprawy, 22 maja 1908 roku został wykreślony ze służby.